# 里朗 (杜省)
里朗（法語：Rillans）是法国杜省的一个市镇，属于贝桑松区（Besançon）鲁热蒙县（Rougemont）。该市镇总面积3.42平方公里，2009年时的人口为87人。

## 人口
里朗人口变化图示